# Acanthogyrus (Acanthosentis) indicus
Acanthogyrus (Acanthosentis) indicus is een soort haakworm uit het geslacht Acanthogyrus. De worm behoort tot de familie Quadrigyridae. Acanthogyrus (Acanthosentis) indicus werd in 1959 beschreven door Tripathi.